# Marquesado de Moratalla
El marquesado de Moratalla es un título nobiliario español creado por el rey Carlos II por decreto de 15 de julio de 1681 a favor de Francisco Luis Fernández de Córdoba y de la Cerda, de los señores de Belmonte y Moratalla. Su nombre se refiere al palacio de Moratalla, situada en el municipio andaluz de Hornachuelos, en la provincia de Córdoba.

## Marqueses de Moratalla
- Francisco Luis Fernández de Córdoba y de la Cerda, I marqués de Moratalla.
- José Garcés Fernández de Córdoba y Carrillo de Mendoza, II marqués de Moratalla, XV Conde de Priego. De su hija Francisca Javiera Fernández de Córdoba Carrillo y Mendoza (alias Fernández de Córdoba y Pardo de La Casta), XVI condesa de Priego, VII marquesa de La Casta, condesa de Alacúas, baronesa de Bolbaite casada con Alessandro Lante Montefeltro della Rovere I duque de Santo Gemini, le sucedió la hija de ambos, su nieta:
- María Belén Fernández de Córdoba y Lante della Rovere, III marquesa de Moratalla, VIII marquesa de La Casta, XVII condesa de Priego.

1. Casó con su primo hermano Jean-Juste, prince de Croy d'Havré. Sin descendientes. Le sucedió:

- Ángel Cabeza de Vaca y Carvajal, IV marqués de Moratalla. Le sucedió por fallecimiento, su hija:
- María de la Soledad Cabeza de Vaca y Leighton, V marquesa de Moratalla, nacida el 28 de junio de 1930[2] en Londres y fallecida el 29 de noviembre de 2017 en Biarritz.[3] Le sucedió en 2020, por fallecimiento, su hijo:
- Isidro Forester Labrouche y Cabeza de Vaca, VI marqués de Moratalla.